# Đại học Potsdam
Đại học Potsdam (Universität Potsdam) là một trường đại học công lập ở Potsdam, Đức. Trường có bốn cơ sở ở Potsdam, Brandenburg, bao gồm Trung tâm mới ở Sanssouci và Babelsberg Park.
Đại học Potsdam là một trong những đại học lớn nhất ở Brandenburg với nhiều ngành đào tạo khác nhau, vùng Potsdam và Berlin cũng là một trong những vùng tập trung nhiều trung tâm nghiên cứu của nước Đức. Có khoảng hơn 8.000 nhân viên và các nhà khoa học, học giả làm việc tại trường. Trường cũng lọt vào danh sách "Excellence in Teaching" của Stifterverband für die Deutsche Wissenschaft (Trung tâm sáng tạo trong hệ thống khoa học Đức của cộng đồng doanh nghiệp) và tổ chức hội nghị Bộ trưởng giáo dục và Văn hóa trong các bang thuộc Cộng hòa liên bang Đức (Kultusministerkonferenz).

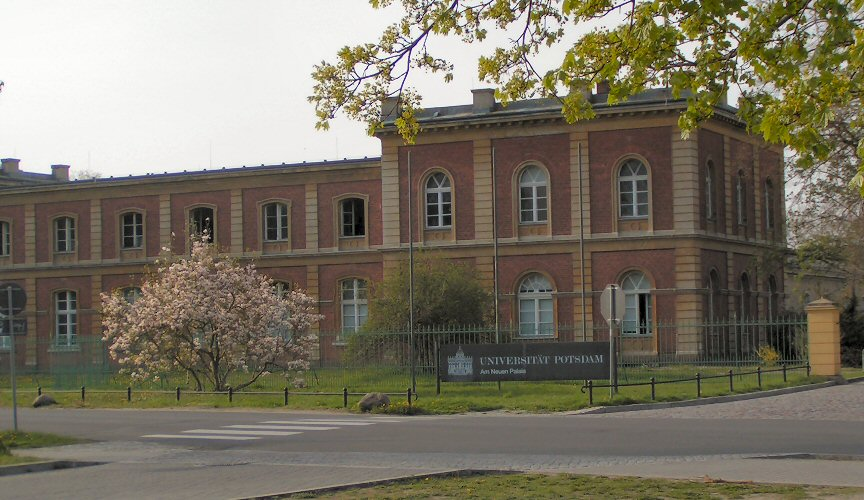
Một cơ sở mới của Đại học Potsdam.

## Học sau đại học
Trong bảng xếp hạng gần đây của Trung tâm giáo dục đại học và phát triển (CHE). chương trình đào tạo thạc sĩ khoa học chính trị, thạc sĩ quản lý công và thạc sĩ quản lý hành chính của Đại học Potsdam được xếp hạng trong top cao nhất tại Đức và tại châu Âu. Theo thứ hạng bình chọn trên Tuần báo nổi tiếng DIEZEIT của Đức, Potsdam cũng được đánh giá là điểm đến thú vị nhất để bạn tới học thạc sĩ và tiến sĩ.